# Иван Серафимов
Иван Серафимов е български поет и писател, автор на 16 книги в различни жанрове – поезия, проза, фантастика, етюди върху българските обичаи и вярвания, есета за българската детска литература.

## Биография
Иван Серафимов е роден на 21 юли 1944 г. в Габрово. Завършва българска филология във Великотърновския университет „Св. св. Кирил и Методий“.
В периода 1971 – 1972 г. работи в Азотно-торовия завод в град Стара Загора, през 1973 г. е репортер в отдел „Култура“ и отдел „Спорт“ на вестник „Труд“, в периода 1973 – 1988 г. е редактор в издателство „Народна младеж“, а в периода 1988 – 2008 г. е редактор в Списание „Родна реч“.
Умира на 6 декември 2017 г. в София.

## Произведения
- „В строя“, сборник стихове /съавторство/, изд. Държавно военно издателство, С., 1968 г.
- „За да разтвори птицата крила“, стихотворения за деца, изд. „Народна младеж“, С., 1972 г.
- „Въздух за новороденото“, публицистика, изд. Народна младеж“, С., 1977 г.
- “Душата и нейната сянка. Етюди върху обичаи, вярвания, представи ”, антропологични изследвания върху българския фолклор, изд. „Народна младеж“, С., 1980 г.
- „Детският свят – превъплъщения и идеи“, монография за историята на детската българска литература, изд. „Български писател“, С., 1984 г.
- „Страхът от пътешествия“, стихотворения, изд. „Народна младеж“, С., 1983 г.
- „С планини от въздух на гърба си“, есета, изд. „Профиздат“, С., 1988 г.
- „Да погалиш земята“, публицистика на екологична тема, изд. „Земиздат“, С.,1986 г.
- „Само разтвори ръце“, стихотворения за деца, изд. Народна младеж“, С., 1988 г.
- „Хокерно погребение“, фантастика, изд. „Отечество“, С., 1989 г.
- „Детство Исусово“, изд. „Звездан“, С., 2000 г.
- „Мила мамо“, стихотворения за деца, изд. ИК „Звездан“, С., 2002 г.
- „Проклятия“, роман, изд. „Пропелер“, С., 2006 г.
- „Договор“, стихотворения и поеми, изд. „Тип топ прес“, С., 2008 г.
- „Паметник на курвата“, разкази, изд. „Сиела“, С., 2010 г.
- „Страхът от огледалото“, Етюди върху обичаи, вярвания, представи, изд. „Пропилер“, С., 2016 г.

## Награди
- Национален поетичен конкурс „Търновград“, 1963 г., първа награда и публикация във в.“Борба“.
- Национален поетичен конкурс в памет на Захари Стоянов, 1964 г., Сливен, първа награда
- Награда „Патриарх Евтимий“ за едноименната поема.
- Почтен знак „Златен“ на Великотърновския университет за книгата „Душата и нейната сянка“, 1980 г.
- Медал „Карел Чапек“ на Съюза на чешките писатели, 1992 г.